# Metaplusia
Metaplusia là một chi bướm đêm thuộc họ Erebidae.